# Merismopedia
Merismopedia ist eine Gattung der Cyanobakterien (Blaugrünbakterien, veraltet „Blaualgen“).

## Beschreibung
Merismopedia bildet durchsichtige, plattenförmig abgeflachte Gallerten, in denen bis zu mehrere Tausend Zellen regelmäßig angeordnet sind. Die Zellen erreichen einen Durchmesser von 0,5 bis 10 µm, haben eine runde bis elliptische Zellform, und besitzen wie alle Bakterienzellen keine Zellkerne und keine Plastiden. Sind die Zellen länglich, so sind sie parallel zur Gallert-Ebene angeordnet. Die Färbung der Zellen geht von blau über blaugrün bis zu rosarot.

## Fortpflanzung
Die ungeschlechtliche Vermehrung erfolgt durch Zweiteilung der Zellen innerhalb der Kolonie; die Tafelform der Kolonie rührt daher, dass aufeinander folgende Teilungen immer in einer Ebene, und zwar im rechten Winkel zur vorherigen Teilung stattfinden. Kolonien können in Teilkolonien zerfallen.
Geschlechtliche Fortpflanzung fehlt bei allen Cyanobakterien.

## Verbreitung
Merismopedia lebt im Plankton und Benthos oligo- bis eutropher, meist stehender Gewässer.

## Arten (Auswahl)
- Merismopedia aeruginea
- Merismopedia elegans
- Merismopedia irregulare
- Merismopedia punctata
- Merismopedia venezuelica